# Concert voor saxofoonkwartet (en orkest)
Het Concert voor saxofoonkwartet (en orkest) is gecomponeerd door Philip Glass in 1995. Het concerto bestaat in twee versies.
Glass ontving het verzoek van het Rachèr Saxophone Quartet een saxofoonkwartet te componeren, dat op twee manier uitgevoerd kon worden. De eerste manier van uitvoering zou zijn door een saxofoonkwartet, bestaande uit sopraansaxofoon, altsaxofoon, tenorsaxofoon en baritonsaxofoon. De tweede versie, die geschreven zou worden, kwam in een versie voor saxofoonkwartet met symfonieorkest. Glass schreef eerst de versie voor kwartet en "arrangeerde" die versie toen naar die voor kwartet en begeleiding. Het werk bestaat uit vier delen (Movement I-IV), waarbij elke van de saxofonisten hun kunnen moet tonen. Zo is het tweede deel voornamelijk gewijd aan de baritonsaxofoon, een vrij log aansprekend en klinkend instrument. De solist heeft echter tal van technische loopjes in zijn partij. De compositie voor het kwartet is technisch zeer moeilijk aangezien zij naast hun solopartij, ook een orkestpartij moeten invullen.
Bij de omzetting naar het Concert voor saxofoonkwartet en orkest werden de begeleidingspartijen van de saxofonisten omgezet naar de gangbare instrumenten van het symfonieorkest. De orkestversie is geschreven in opdracht van een aantal orkesten, waaronder het Royal Liverpool Philharmonic Orchestra.

## Orkestratie
- 1 sopraansaxofoon, 1 altsaxofoon, 1 tenorsaxofoon, 1 baritonsaxofoon
- 2 dwarsfluiten met piccolo, 2 hobos, 1 klarinet, 2 fagotten
- 2 hoorns, 2 trompetten,
- 2x percussie
- strijkorkest

## Premières
- 27 juli 1995: Rachèr Saxofoonkwartet, Hasselberg, Schleswig-Holstein Musik Festival
- 1 september 1995: Rachèr Saxofoonkwartet met het Zweeds Radio Symfonieorkest (mede-opdrachtgever) o.l.v. Roy Goodman te Stockholm

Het saxofoonkwartet is sinds de première in beide versies talloze malen uitgevoerd, waardoor het een van de meest gespeelde stukken van de componist is geworden.

## Bron en discografie
- Uitgave Orange Mountain Music: Rachèr Saxofoonkwartet met de kwartet-versie
- Uitgave Nonesuch : Rachèr Saxofoonkwartet met het Stuttgart Kamerorkest o.l.v. Dennis Russell Davies
- Site Glass